# Bogdała
Bogdała – staropolskie imię żeńskie i męskie, złożone z członów Bog- („Bóg”, „Boga”, ale pierwotnie „los, dola, szczęście”) i -dała („dać”). Prawdopodobnie oznaczało „niech los da”, por. bodaj – „niechby, oby”.
Bogdała imieniny obchodzi 7 maja.
Inne męskie warianty: Bogdał, Bogdaj, Bogodał
Prawdopodobnie identyczne znaczenie ma imię żeńskie Bogudać.